# Leksvik
Leksvik – miasto i dawna gmina w Norwegii w regionie Nord-Trøndelag. 1 stycznia 2018 gminy Rissa i Leksvik zostały połączone w nową gminę Indre Fosen.
Leksvik była 230. norweską gminą pod względem powierzchni.

## Demografia
Według danych z roku 2005 gminę zamieszkiwało 3508 osób. Gęstość zaludnienia wynosiła 8,15 os./km². Pod względem zaludnienia Leksvik zajmowało 246. miejsce wśród norweskich gmin.
| ludność stan na 1 stycznia 2005 |         |           |       |
|                                 | kobiety | mężczyźni | razem |
| osób                            | 1735    | 1773      | 3508  |
| %                               | 49,46%  | 50,54%    | 100%  |

| wykształcenie stan na 1 października 2004 |        |         |        |        |
|                                           | podst. | średnie | wyższe | niezn. |
| osób                                      | 714    | 1636    | 405    | 29     |
| %                                         | 25,65% | 58,76%  | 14,55% | 1,04%  |

## Edukacja
Według danych z 1 października 2004:
- liczba szkół podstawowych (norw. grunnskolar): 2
- liczba uczniów szkół podst.: 476

## Władze gminy
Według danych na rok 2011 administratorem gminy (norw. rådmann) był Erlend Myking, natomiast burmistrzem (norw. ordfører, d. borgermester) był Einar Strøm.